# 伏主山
伏主山（韓語：복주산）是一座位于韓國江原道铁原郡的山峰，主峰標高海拔1152公尺。